# Ruska pravda
Ruska pravda ili Kijevska pravda najstarija je zbirka staroruskih zakona. U Ukrajini je smatraju prvim ukrajinskim državnim Ustavom. Napisana je tijekom 11. i 12. stoljeća, a prve odredbe potiču iz 1016., za vladavine kijevskog kneza Jaroslava Mudrog. U njoj su sabrane naredbe koje su izdavali tadašnji staroruski kneževi. Jedan je od najboljih izvora za proučavanje relativno naprednog društva u ranofeudalnoj Kijevskoj Rusi.

## Osnovne karakteristike
Zakoni Ruske pravde izrađeni su na temelju običajnog prava i prilagođeni su potrebama tadašnjih vladajućih slojeva staroruskog društva. U 12. stoljeću zakonik se dodatno prilagođavao transofrmaciji društva i države Kijevske Rusi. Zakonik obuhvaća različite smjernice i kazne za ubojstva i nanošenje tjelesnih ozljeda. Također određuje naknadu za učinjenu materijalnu štetu i druge oblike povrede tuđeg prava. 

## Vanjske poveznice
- Ruskaia Pravda (eng.)
- Сборник различных редакций Русской Правды и материалов (rus.)  Arhivirana inačica izvorne stranice od 14. veljače 2010. (Wayback Machine)
- «Руська Правда», найвизначніший збірник стародавнього україно-руського права (ukr.)